# 1977年バレーボール女子南米選手権
1977年バレーボール女子南米選手権（1977 Women's South American Volleyball Championship）は、1977年にペルーのリマで開催された、南米バレーボール連盟主催の第12回バレーボール南米選手権女子大会。
出場国は8カ国。ペルーが4大会連続6回目の優勝を飾った。

## 最終結果
| 順位 | 国           |
| ---- | ------------ |
| 1    | ペルー       |
| 2    | ブラジル     |
| 3    | アルゼンチン |
| 4    | チリ         |
| 5    | ボリビア     |
| 6    | パラグアイ   |
| 7    | ベネズエラ   |
| 8    | エクアドル   |